# جين بايلي
جين بايلي (بالفرنسية: Jeanne Marie Élisa Bailly)‏ (و. 1826 – 1868 م) هي عالمة نبات، من فرنسا، ولدت في باريس، توفيت عن عمر يناهز 42 عاماً.